# Pseudolus
Pseudolus ist ein Theaterstück des antiken römischen Dichters Titus Maccius Plautus. Es ist eines der frühesten Beispiele der römischen Literatur. Das Stück beginnt mit dem kürzesten Prolog aller bekannten Stücke von Plautus, wobei nicht bekannt ist, ob Plautus diesen Prolog selbst schrieb oder dieser erst später hinzugefügt wurde. Pseudolus wurde erstmals 191 v. Chr. während des Megalesianischen Festes gezeigt, das die griechische Göttin Cybele feierte. Der Tempel der Cybele in Rom war im selben Jahr und gerade rechtzeitig zum Fest fertig gestellt worden.

## Figuren
- Simo – ein Herr aus Athen
- Calidorus – der Sohn des Simo
- Pseudolus – Simos Hauptsklave
- Callipho – ein Nachbar und Freund von Simo
- Charinus – ein Freund des Calidorus
- Ballio – ein Zuhälter
- Phoenicium – stumme Rolle, Prostituierte und Sklavin von Ballio, von Calidorus geliebt
- Harpax – ein Offiziersanwärter
- Simia – ein Sklave

## Zusammenfassung der Handlung
Das Stück beginnt mit dem Prolog, der eine Warnung an die Zuschauer enthält, dass das Stück lang sei, und es jetzt an der Zeit sei, sich die Beine zu vertreten, da man ohnehin noch lange sitzen werde.
Als Calidorus und Pseudolus die Bühne betreten, ist Calidorus sichtlich verstört. Als Pseudolus den Sohn seines Herrn bedrängt, ihm zu sagen, was los ist, zeigt Calidorus ihm einen Brief. Pseudolus macht sich zunächst über die schlechte Handschrift lustig („gallina scripsit“) und liest dann den Brief. Demnach wurde die Prostituierte Phoenicium, die Geliebte des Calidorus, von ihrem Zuhälter verkauft. Demnächst werde ein Mann kommen, der den restlichen Teil des Kaufpreises für sie bringen und sie für ihren neuen Besitzer abholen werde. Calidorus will sie retten, verfügt aber über keine eigenen Mittel, und sein Vater leiht ihm kein Geld. Deshalb bittet er Pseudolus, den obersten Haussklaven seines Vaters, um Hilfe. Auch Pseudolus hat nicht genug Geld, um sie zu kaufen, schmiedet aber einen Plan, um das Geld zu bekommen. Calidorus weist Pseudolus an, still zu sein, weil er den Zuhälter Ballio, den Besitzer von Phoenicium, aus dem Haus kommen hört. Ballio betritt die Bühne und erklärt seinen Sklaven, dass sie es nicht wert seien, behalten zu werden, und dass sie keine Ahnung von korrektem Benehmen hätten. Er behauptet, dass es für ihn schmerzlicher sei, seine Sklaven zu schlagen, als diese das selbst spürten, und dass sie ihm alles stehlen würden, wenn man ihnen nur die Chance dazu gäbe.
Ballio beginnt, die Arbeit seiner Sklaven zu planen und Vorbereitungen für seine Geburtstagsfeier zu treffen. Er sagt, er werde zunächst auf den Markt gehen, um ein Geschäft mit dem Fischhändler abzuschließen. Nachdem er seinen Sklaven Aufgaben für den Tag zugewiesen hat, ruft er seine Prostituierten aus dem Haus. Er befiehlt ihnen, sich zu den begehrtesten Begleiterinnen für diesen Tag zu machen und auf der Grundlage dieses Status bei den Männern für ihn auf den verschiedenen Märkten Vorräte zu besorgen – insbesondere Getreide, Fleisch, Öl und Schmalz. Ballio droht eine sofortige und strenge Bestrafung an, falls seine Forderungen nicht erfüllt werden.
Calidorus und Pseudolus haben Ballio während der Ansprache aus einer verborgenen Ecke heraus beobachtet, Bemerkungen über seine Korruption und Tyrannei gemacht und generell ihren Abscheu über seine gesamte Existenz ausgedrückt. Calidorus ist zutiefst besorgt über die Zukunft von Phoenicium und fragt Pseudolus, was er tun solle, um Ballio davon abzuhalten, sie so „auf der Straße“ zu verkaufen. Pseudolus sagt Calidorus, er solle sich darüber keine Sorgen machen, und dass er sich darum kümmern werde, indem er Ballio „ein hübsches, fettes Paket Ärger“ liefere. Diese ungewisse Aussicht quält Calidorus jedoch sehr, da er für sich beansprucht, dass es nur natürlich sei, dass sich ein Liebender wie ein Narr verhalten müsse.
Ballio verlässt sein Haus, um mit einem seiner Sklaven an der Spitze auf den Markt zu gehen. Pseudolus spricht ihn aus ihrem Versteck heraus an und bittet ihn, mit ihm zu reden. Ballio lehnt ein Gespräch mit Pseudolus jedoch strikt ab und versucht immer wieder, ihm auszuweichen. Pseudolus gelingt es schließlich doch, ihn zur Seite zu nehmen. Ballio weigert sich aber immer noch, ihn wirklich anzuhören. Er deutet aber immerhin an, dass die Aussicht auf eine kleine finanzielle Zuwendung dazu führen könne, dass er den Bitten von Pseudolus und Calidorus Gehör schenken werde.
Nachdem sie so sein geschäftliches Interesse geweckt und ihn ins Gespräch gezogen haben, versuchen Pseudolus und Calidorus sich nett zu zeigen und entschuldigen sich immer wieder dafür, dass Calidorus nicht das Geld hat, um seine Geliebte freizukaufen. Ballio besteht darauf, dass Calidorus an das Geld kommt, und empfiehlt, dass er sich mehr um diese Pflicht als um seine Liebe Gedanken machen solle. Pseudolus fleht ihn inständig an, ihnen mehr Zeit zu geben, um das Geld aufzutreiben, als Ballio ihnen eröffnet, dass Phoenicium bereits für 2000 Drachmen an den mazedonischen Offizier Polymachaeroplagides verkauft worden sei. Pseudolus und Calidorus belegen Ballio daraufhin mit allen schmutzigen Namen und Flüchen, die ihnen nur einfallen. Ballio bleibt davon jedoch völlig unberührt und sagt ihnen nur, Calidorus könne ihm das Geld ja bringen, bevor der Offizier die letzte offene Rate von 500 Drachmen des Kaufpreises bezahle, damit das Geschäft mit dem Offizier damit vom Tisch sei und Calidorus seine Geliebte wiederbekommen könne. Er, Ballio, gehe jetzt erst einmal in die Stadt, um seinen Geburtstag vorzubereiten. Pseudolus bleibt nichts anderes übrig, als Calidorus noch einmal inständig anzuflehen, dass er schnellstmöglich irgendeinen scharfsinnigen Freund auftreiben müsse, der ihm helfen könne, die erforderliche Summe für den Freikauf von Phoenicium aufzutreiben.
Unsicher, ob dieser Freikauf des Mädchens zu erreichen ist, heckt Pseudolus einen Plan aus, um die 2000 Drachmen zu erhalten, nach dem er sie von Simo stehlen will, dem Vater des Calidorus. Pseudolus sieht Simo mit seinem Nachbarn Callipho kommen, versteckt sich und hört ihrem Gespräch zu. Die beiden diskutieren über Simos Sohn Calidorus und das Gerücht, er wolle seine Liebste freikaufen. Simo hält es nicht für richtig, dass sein Sohn in eine Prostituierte verliebt ist, und will dem Gerücht nicht glauben. Callipho versucht, Simo davon zu überzeugen, seinem Sohn wenigstens zuzuhören, um zu sehen, ob das, was sie hören, der Wahrheit entspricht, und Mitleid mit ihm zu haben, weil er einfach nur verliebt sei, wie er selbst es wohl als junger Mann auch einmal gewesen. Pseudolus beschließt, dass es Zeit sei, zu erscheinen, und begrüßt sie.
Simo fragt Pseudolus, ob er das Geld aus ihm durch einen „listigen und hinterhältigen Trick“ herausbekommen wolle. Pseudolus gibt zu, das Geld von ihm haben zu wollen. Doch Simo weigert sich, Pseudolus die 2000 Drachmen zu geben. Pseudolus erwidert: „Sie werden sie mir geben. Ich sage es dir das nur, damit du auf der Hut sein kannst.“ Pseudolus verspricht auch, dass er gegen Ballio Krieg führen und das Mädchen noch am selben Tag von ihm bekommen wird. Er fragt Simo, ob er ihm das Geld geben würde, damit er es Ballio geben kann, falls er das Mädchen von dem Zuhälter frei bekomme. Endlich stimmt Simo dieser Wette zu. Die Zwickmühle für Pseudolous allerdings ist, dass er verliert, wenn er das Mädchen nicht bis zum Ende des Tages bekommt, und 2.000 Drachmen von Simo nur bekommt, wenn er Erfolg hat. Callipho verspricht Pseudolus, dass er, falls er das Mädchen bekommt und Simo ihm das Geld nicht gibt, er es ihm selbst geben wird, weil er seinen Plan nicht scheitern sehen will.
Pseudolus sieht einen mazedonischen Soldaten auf sich zukommen und glaubt, dass dies seine Chance ist. Die beiden sprechen darüber, dass Harpax, der mazedonische Soldat, den Befehl erhalten habe, Ballio das Geld zu geben. Pseudolus täuscht Harpax vor, er sei Syrus, ein Sklave von Ballio, und versucht, die 500 Drachmen von Harpax zu bekommen, indem er ihm sagt, dass sein Herr Ballio an einem Gerichtsverfahren arbeitet und sich zu diesem Zeitpunkt nicht mit ihm treffen kann. Pseudolus sagt, er könne das Geld in seinem Namen entgegennehmen. Harpax weigert sich jedoch, das Geld jemand anderem als Ballio zu geben. Harpax sagt, er werde mit dem Geld wieder gehen und zu einem anderen Zeitpunkt zurückkommen. Er lässt Pseudolus aber einen versiegelten Brief von seinem Meister da, dem mazedonischen General. Harpax teilt Pseudolus mit, dass er sich in der Stadt in einer alten Taverne aufhält, und bittet Pseudolus, nach ihm zu schicken, wenn Ballio zum Treffen bereit ist. Harpax geht ab, während Calidorus mit seinem Freund Charinus ankommt.
Sofort beginnen Pseudolus und Charinus mit dem Gespräch. Pseudolus beschreibt, wie er dem mazedonischen Soldaten das Fell über die Ohren gezogen hat, und prahlt damit, dass das Mädchen, das Calidorus liebt, noch heute in seinen Armen liegen werde. Das einzige Problem ist, dass Pseudolus ein paar Dinge braucht: einen klugen jungen Mann, einen Soldatenmantel, Schwert und Hut und 500 Drachmen. Charinus bietet ihm die 500 Drachmen an. Charinus und Calidorus sagen, dass sie solch einen klugen Sklaven kennen, der ihnen helfen kann. Dann brechen sie auf, um die Dinge zu holen, die Pseudolus benötigt.
Als sie weggehen, schleicht ein Sklavenjunge aus Ballios Haus und spricht zu den Zuhörern. Er sagt, er müsse Geld auftreiben, um Ballio, seinem Chef, ein Geschenk zu machen, bevor der Tag zu Ende geht, sonst werde er gefoltert. Da er arm ist und kein Geld hat, weiß er nicht, was er tun soll. Währenddessen kehrt Ballio mit einem Koch in sein Haus zurück. Die beiden streiten sich darüber, wie viel der Koch den Leuten für seine Dienste berechnet. Ballio ist ungehalten, dass er zwei Drachmen statt einer bezahlen muss, um einen Koch für seine Geburtstagsfeier zu haben. Der Koch ist beleidigt und fragt, warum er ihn dann eingestellt habe. Ballio antwortet, dass er das tun musste, weil er als einziger Koch übrig geblieben sei. Der Koch erklärt sehr detailliert, warum er der beste Koch ist und dass er für weniger als zwei Drachmen nicht einmal aufstehen werde. Ballio ist nach wie vor nicht überzeugt und wartet darauf, selbst zu sehen, was der Koch wirklich kann, wenn die Zeit für das Abendessen gekommen ist.
Charinus und Calidorus haben den klugen Jungen bekommen, den Pseudolus braucht: Simia, einen weiteren klugen Sklaven. Pseudolus und Simia besprechen verschiedene Pläne, um Phoenicium von Ballio zu bekommen. Pseudolus ist etwas besorgt darüber, dass es Simia gelingen könnte, Ballio zu überlisten. Simia ist selbstbewusst bis zur Arroganz und ärgert sich über die Ängste von Pseudolus. Pseudolus nimmt Simia mit zu einem Treffen mit Ballio, und die Szene wechselt zwischen ihrer Interaktion und Pseudolus Kommentaren hierzu, während er den Ablauf der Ereignisse ständig beobachtet. Der Plan droht sich aufzulösen, als Ballio Simia nach dem Namen seines Herrn fragt (den Simia nicht kennt). Simia dreht die Frage um, indem er von Ballio verlangt, das Siegel des Briefes zu inspizieren und ihm den Namen des Absenders zu nennen, damit er weiß, dass Ballio der ist, für den er sich ausgibt. Ballio willigt ein und nennt den Namen Polymachaeroplagides. Ballio bricht das Siegel auf und liest den Brief. Simia übergibt ihm das Geld, das Pseudolus von Charinus erhalten hat. Ballio und Simia gehen hinein, um Phoenicium zu holen. Pseudolus grämt sich, während er darauf wartet, dass sie herauskommen. Irgendwann kommen sie heraus. Als sie das Haus verlassen, tröstet Simia Phoenicium, die glaubt, dass sie nun zum mazedonischen General Polymachaeroplagides geführt wird, indem er ihr sagt, dass er sie in Wirklichkeit zu ihrem Freund Calidorus bringt. Pseudolus triumphiert.
Auch Ballio triumphiert und prahlt Simo gegenüber, dass die beiden die Wette gewonnen haben, weil er Phoenicium endlich und erfolgreich an den mazedonischen General verkauft und sicher in die Hände von dessen Soldaten Harpax gegeben hat. Während die beiden die Angelegenheit besprechen, trifft der echte Harpax ein. Die beiden glauben, dass er ein von Pseudolus angeheuerter Imitator ist.
Ballio und Simo verspotten und verhöhnen Harpax in der Hoffnung, dass er zugeben wird, dass er ein Hochstapler ist, der von Pseudolus geschickt wurde, um Phoenicium von Ballio zu stehlen. Ballio beginnt ihn zu verspotten und fragt, wie viel Harpax für Kleidung ausgegeben habe, um sich als Soldat auszugeben, und behauptet, dass sein Hut und seine Schuhe nur gemietet seien. Ballio fragt ihn, wie viel Pseudolus ihm bezahlt hat. Harpax leugnet, einen Pseudolus überhaupt zu kennen, und sagt Ballio, dass er den Brief mit dem Siegel früher am selben Tag an Ballios Diener übergeben habe. Simo beginnt zu begreifen, dass Pseudolus zuerst dort war und Harpax bereits ausgetrickst hat. Er fragt Harpax, wie der Diener aussah, dem er den Brief übergab. Als Harpax den Sklaven beschreibt, merken Ballio und Simo, dass Pseudolus sie ausgetrickst hat. Harpax und Simo verlangen von Ballio das ihnen geschuldete Geld. Ballio geht zum Forum, um Harpax das Geld zurückzuzahlen, und sagt Simo, dass er es ihm morgen zurückzahlen werde. Simo gibt zu, dass er die Wette verloren hat, die er mit Pseudolus abgeschlossen hat, und geht das Geld aus seinem Haus holen.
Pseudolus feiert seinen Sieg und kehrt betrunken in das Haus seines Herrn zurück. Er ist so betrunken, dass er Simo ständig ins Gesicht rülpst. Schließlich überreicht ihm Simo das Geld und fragt ihn, ob Pseudolus die Schulden reduzieren werde. Pseudolus weigert sich. Pseudolus weist Simo dann an, ihm zu folgen. Simo glaubt, dass Pseudolus probiert, ihn in Verlegenheit zu bringen, und versucht, sich zu weigern; aber Pseudolus besteht darauf. Pseudolus enthüllt dann, dass er plant, mit Simo etwas trinken zu gehen, und nicht die Absicht habe, ihn in Verlegenheit zu bringen. Das Stück endet, als Simo fragt, ob Pseudolus das Publikum einladen möchte. Pseudolus lehnt ab, weil er glaubt, dass sie ihn nicht einladen würden, lädt sie aber doch zum Applaus ein.

## Themen und Motive
Der kluge Sklave: Pseudolus und Simia sind beide Sklaven und dennoch die klügsten Charaktere des Stückes. Pseudolus schmiedet einen Plan, um Phoenicium für Calidorus zu bekommen, und Simia hilft ihm bei der Durchführung des Plans. Der Plan des Pseudolus ist erfolgreich, und aufgrund von Wetten, die er bei dessen Umsetzung abgeschlossen hat, gewinnt er zudem am Ende auch noch 4.000 Drachmen. Dabei zeigt das Vorgehen von Pseudolus, dass Weisheit und Können auch durch die herkömmlichen Vorurteile über Einschränkungen durch Klassenzugehörigkeit nicht ausgeschlossen werden können. Damit ist das Thema des klugen Sklaven ein Thema, das Zeit und Ort wesentlich überschreitet, denn obwohl die Sklaven an niedrigster Stelle im Klassensystem stehen, können sie dennoch intelligent und erfolgreich zu handeln. Das Thema des klugen Sklaven bleibt aber im Wesentlichen doch eine Außenseitergeschichte. Fraglich bleibt, ob das Klassensystem dem erfolgreichen Außenseiter jemals die Möglichkeit eines gesellschaftlichen Aufstiegs bieten wird. Damit bleibt die Figur des klugen Sklaven eine Figur, deren Ursprünge in Geschichten liegen, die unter den Mitgliedern der Klasse erzählt werden, und die damit eventuell einen gedanklichen Ausgleich bietet, der real gar nicht besteht; Plautus hat diesen Stammcharakter hier für seine eigene Geschichte übernommen.
Klasse ist nicht gleich Intelligenz: Damit bekommt das Publikum jedoch erzählt, dass die Figur des klugen Sklaven Pseudolus die Bürger der „Oberschicht“ Ballio und Simo entgegen jeder vorherigen Annahme tatsächlich überlisten kann. Pseudolus kann beweisen, wie clever er ist, da er mehrere andere täuschen kann, um auf diese Weise Callidorus zu helfen, dem Sohn seines Besitzers. Das Stück stellt sich damit als Teil der römischen Populärkultur dar und muss in einer Gesellschaft, in der es große Diskrepanzen in Fragen des Wohlstands gab, eine nicht unerhebliche Anziehungskraft entwickelt haben. Denn auch einige Bürger mit etwas weniger Wohlstand wären wohl froh, wenn der Sklave Pseudolus diese geldgierigen „Überflieger“ der Wohlstandsgesellschaft tatsächlich austricksen könnte.
Wahre Liebe überschreitet alle Grenzen: Wahre Liebe hat die Fähigkeit, Grenzen zu überschreiten. Das soll bedeuten, dass Geld, Armut und Klasse die Gefühle, die eine Person für eine andere hat, nicht einschränken können. Während des ganzen Stücks tut Pseudolus alles, was er nur kann, um die wahre Liebe des Sohns seines Herrn zu retten, die Prostituierte Phoenicium, damit diese beiden zusammen sein können. Calidorus gehört der Oberschicht an, während Phoenicium Sklavin und Prostituierte ist und dem Zuhälter Ballio gehört. Am Ende des Stücks sind beide aber vereint und zeigen, dass wahre Liebe tatsächlich alle Grenzen überschreiten kann.
Frauen werden zu Objekten degradiert: Die Degradierung von Frauen zu Objekten wird im Stück vor allem durch die Behandlung der Sklavin und Prostituierten Phoenicium durch ihren Zuhälter Ballio dargestellt. Obwohl er versprochen hat, sie höchstens an ihren wahren Geliebten zu verkaufen, verkauft Ballio sie für 2000 Drachmen an den mazedonischen Soldaten Polymachaeroplagides. Seine Behandlung von ihr und den weiteren Sklavenprostituierten, denen er droht, sie an Fleischerhaken zu hängen, wenn sie nicht genug Bargeld liefern, zeigt deutlich den ständigen Missbrauch seiner Macht. Sein missbräuchliches Verhalten in dieser Situation wird höchstwahrscheinlich auch bereits damals bei den Frauen im Publikum Widerspruch hervorgerufen haben (vgl. Nathan Johnston). Darüber hinaus wird die Degradierung der Frauen zu Objekten im Stück noch dadurch verstärkt, dass Phoenicium während der gesamten Handlung als stumme Person gezeigt wird und an keiner Stelle des Stückes in die Handlung eingreift. Dadurch entsteht eine Figur, die alleine durch die männlichen Charaktere definiert wird und deren Schicksal im Leben alleine von Männern bestimmt wird.
Das Übel der Gier: Ballio, der örtliche Zuhälter, veranschaulicht das Konzept der im Mann manifestierten Gier. Er behauptet ständig, dass alles, was nicht mit dem Austausch von Geld zu tun hat, seine Zeit nicht wert sei, und besteht sogar darauf, dass er aufhören werde, Jupiter ein Opfer zu bringen, wenn er auf einen Vorschlag stößt, der seine Zeit wert ist. Diese Gier hat seinen Ruf, seine persönlichen Beziehungen und sogar sein Selbstbild befleckt. Ein Beispiel seiner weitreichenden Gier taucht zu Beginn des Stücks auf, als er sich bereit erklärt, Phoenicium an den makedonischen Offizier Polymachaeroplagides zu verkaufen. Obwohl er eine frühere Vereinbarung mit Calidorus hat, ein Versprechen, dass Calidorus Phoenicium kaufen kann, wenn er genug Geld spart, zeigt Ballio angesichts eines anderen Angebots keine Rücksicht auf Calidorus, also auf die Person, die das Mädchen wirklich liebt. Als Ballio später erfährt, dass Pseudolus plant, das Mädchen zu gewinnen, und von seiner Wette mit Simo hört, dass er dies noch am selben Tag tatsächlich tun wird, stimmt Ballio ebenfalls einer Wette mit Pseudolus zu, ohne viel darüber nachzudenken. Aufgrund seiner Arroganz und Gier ist er bereit, eine Wette ohne Gegenleistung einzugehen. Er hört nur über das Geld und seine Gier hat ihn taub gemacht. Diese Folge der Gier und die gerechte Strafe dafür (er verliert die Wette) ist etwas, was in der römischen Populärkultur und bei einem römischen Publikum sicher viel Anklang gefunden hat, da es sich bestimmt gefreut hat, wenn ein Mitglied der geldgierigen Klassen von einem niederen Sklaven besiegt wurde.
Kameradschaft als Erlösung: Phoenicium ist eine Sklavin, die Ballio gehört. Calidorus, der Sohn des Machtmenschen Simo, ist in Phoenicium verliebt. Der Held Calidorus hat nicht das Geld, um Phoenicium zu retten. Der Sklave Pseudolus findet Calidorus' Problem heraus und überredet die beiden, sich zu vereinen. Diese Vereinigung ist notwendig, damit der Held Calidorus erfolgreich sein kann. Pseudolus setzt seinen Verstand ein, um nicht nur das Geld von Simo zu bekommen, woran zuvor Calidorus gescheitert war, sondern auch, um Ballio zum Zweck der Befreiung Phoeniciums zu überlisten. Ohne Pseudolus ist Calidorus nicht in der Lage, die Rettung durch Befreiung Phoeniciums zu erreichen. Ihre Vereinigung und bevorstehende Gefährtenschaft führen zum Glück des Helden.
Gier steht für den Niedergang: Im antiken Griechenland und Rom war Sklaverei eine gängige Praxis. Pseudolus ist ein kluger Sklave, der das ganze Stück hindurch die Gier als gleichbedeutend mit dem Niedergang darstellt. Simo und Ballio, den beiden geldgierigen und mächtigen Bürgern im Stück, geht es ausschließlich um Geld. Weder die Menschen noch die wahre Liebe sind ihnen wichtig. Pseudolus nutzt diesen persönlichen Fehler aus, um den beiden Geld abzuknöpfen. Nur diese übermäßige Gier drängt Simo und Ballio dazu, mit Pseudolus eine Wette um 2.000 Drachmen abzuschließen, die sie beide verlieren. Es wäre nie zu dieser Wette gekommen, wenn Simo so edelmütig gewesen wäre, seinem Sohn Calidorus dabei zu helfen, seine wahre Liebe Phoenicium zurückzugewinnen, und wenn Ballio sich an seine ursprüngliche Vereinbarung gehalten hätte, Phoenicium nur an Calidorus zu verkaufen. Ballio verliert seine Wette und noch weiteres zusätzliches Geld, da er auch die 1.500 Drachmen an Harpax zurückzahlen muss, die der „Besitzer“ von Harpax, der mazedonische General Polymachaeroplagides, bereits als Anzahlung für den Kauf von Phoenicium an Ballio geleistet hatte. Die einzige wohlhabende Person, die nicht der Gier verfallen ist, ist Charinus, der Freund des Calidorus, der Pseudolus 500 Drachmen leiht, um ihm zu helfen, Phoenicium zurückzugewinnen.

## Interpretationen
Plautus war bekannt dafür, den religiösen Skeptizismus durch seine komödiantischen Werke zu fördern. Indem er die Gottheiten auf eine menschliche Ebene zurückführt, zieht Plautus Vergleiche zwischen den Göttern und den Sterblichen und zeigt schon damit einen Mangel an Respekt. Das Muster von Sarkasmus und leichtfertigen Bemerkungen gegenüber Orakeln und dem religiösen Recht legt eine fortdauernd nur kommentierende Haltung offen, die der Autor gegenüber der engen Beziehung zwischen der Gesellschaft und deren Vertrauen auf göttliche Führung hat. Geradezu stellvertretend für diesen Skeptizismus steht sein Stück „Pseudolus“, das die zweifelnde Haltung des Dramatikers zum Ausdruck bringt. Die Figur des Ballio stellt Jupiter dar, den König der Götter. Ballio ist eine verabscheuungswürdige Figur, die fast sadistische Freude daran hat, den leichtgläubigen und romantisch veranlagten Calidorus zu missbrauchen. Der Sklave Pseudolus repräsentiert die Stimme der menschlichen Vernunft. Pseudolus ist in der Lage, Ballios Betrug zu erkennen und Ballio letztendlich zu manipulieren, um seinen eigenen Zwecken und dem menschlichen Anstand zu dienen. Auf diese Weise erleben wir doch noch den Triumph des Sterblichen gegenüber der Korruptheit der Götter.

## Zitate aus dem Werk
- Pseudolus: „Angenommen, ich verspreche, dass ich dir dein Mädchen heute zurückbringe oder dir zweitausend Drachmen gebe – wie soll das gehen?“
- Ballio: „Dein Mädchen steht nicht mehr zum Verkauf.“
- Pseudolus: „Noch vor Tagesende wirst du mir mit diesen deinen Händen das Geld geben.“
- Pseudolus: „Ihr werdet Euer Mädchen heute frei bekommen und in Euren Armen halten.“
- Pseudolus: „Was ist denn jetzt? Wollt Ihr mir nicht ein bisschen Geld geben?“

## Bühnenbearbeitung und Film
- A Funny Thing Happened on the Way to the Forum – Musical von Stephen Sondheim (Musik und Text), uraufgeführt 1962. Die Grundhandlung des Stücks sowie die Figur Pseudolus wurden übernommen. Zudem wurden Teile aus weiteren Stücken  von Plautus eingefügt, u. a. aus Miles Gloriosus und Mostellaria.
- Toll trieben es die alten Römer – Verfilmung von 1966, Regie Richard Lester, mit Musik von Stephen Sondheim